# نامیبیا
نامیبیا (به انگلیسی: Namibia) با نام رسمی جمهوری نامیبیا (به انگلیسی: Republic of Namibia) کشوری در غرب جنوب آفریقا است که از شمال با آنگولا و از از شمال خاوری با زامبیا و از خاور با بوتسوانا و از خاور، جنوب خاوری و جنوب با آفریقای جنوبی مرز مشترک دارد و از سوی باختر به آب‌های اقیانوس اطلس می‌رسد.
پایتخت آن ویندهوک است.
جمعیت آن ۲٫۱ میلیون نفر است. واحد پول این کشور دلار نامیبیا است. ۸۵ درصد مردم این کشور مسیحی هستند و ۱۵ درصد بقیه پیرو ادیان بومی منطقه‌اند.
نامیبیا میان بیابان‌های نامیب و کالاهاری واقع شده و کم‌باران‌ترین کشور در آفریقای سیاه به‌شمار می‌آید.
نامیبیا پس از مغولستان دومین کشور در جهان با کم‌ترین تراکم جمعیتی است.
بخش اعظم منطقه نامیبیای امروزی از سال ۱۸۸۴ تا پایان جنگ جهانی یکم مستعمره آلمان بود و پس از آن تحت کنترل آفریقای جنوبی درآمد تا این‌که در سال ۱۹۹۰ نامیبیا موفق به استقلال از آفریقای جنوبی شد.
نامیبیا نظام پارلمانی چند حزبی دارد و یک دموکراسی با ثبات است. کشاورزی، دامداری، گردشگری، و معادن پایه‌های اقتصادی کشور را تشکیل می‌دهند. مهم‌ترین مواد در بخش معدنی نامیبیا الماس، اورانیوم، طلا، نقره و فلزات پایه هستند.

## تاریخ
نزدیک به ۲۰۰۰ سال پیش، نامیبیای فعلی زیستگاه قوم سان بود، پس از آن قوم هررو که به زبان بانتو تکلم می‌کردند در سال ۱۶۰۰ میلادی به نامیبیا مهاجرت کردند. امروزه بیشتر نژاد کشور نامیبیا را قوم اووامبو تشکیل می‌دهند که در سال ۱۸۰۰ میلادی به نامیبیا مهاجرت کردند.

آفریقای جنوب باختری آلمان

در اواخر قرن ۱۵ میلادی، دریانورد پرتغالی، بارتولومو دیاز اولین اروپایی‌ای که از نامیبیا دیدن کرد لقب گرفت. کشور نامیبیا پیش از این آفریقای جنوب غربی نام داشت. این منطقه در سال ۱۸۸۴ به مستعمرهٔ آلمان تبدیل شد، بین سال‌های ۱۹۰۴ تا ۱۹۰۸ نیروهای آلمانی ده‌ها هزار تن از قبیلهٔ هررو را قتل‌عام کردند، آنها به این دلیل کشته شدند که علیه استعمار آلمان قیام کرده بودند.
در سال ۱۹۱۵ و درگیر بودن آلمان در جنگ جهانی اول، آفریقای جنوبی از فرصت استفاده کرد و نامیبیا را تحت تسلط خود درآورد. در سال ۱۹۲۱ میلادی، نامیبیا به عنوان منطقهٔ تحت قیومیت اتحادیهٔ ملل به آفریقای جنوبی واگذار شد. به محض انحلال اتحادیهٔ ملل در سال ۱۹۴۶ میلادی، آفریقای جنوبی از پذیرفتن استرداد نامیبیا به سازمان ملل و پس دادن نامیبیا که توسط اتحادیهٔ ملل به ودیعه به این کشور سپرده شده بود، سر باز زد.
گروه جدایی‌طلب مارکسیست سیاه، تحت عنوان سازمان خلق آفریقای جنوب غربی که به اختصار سواپو (SWAPO) خوانده می‌شد، در سال ۱۹۶۰ تشکیل شد، هدف این گروه کوچک مقیاس شورشی، کمک به دستیابی این کشور به استقلال بود. در سال ۱۹۶۶ سازمان ملل بار دیگر به آفریقای جنوبی هشدار داد که از این منطقه صرفنظر کند، اما باز هم آفریقای جنوبی زیر بار نرفت.
در سال ۱۹۷۴ و بنا به قطعنامهٔ سازمان ملل متحد مبنی بر الزام انتقال قدرت نامیبیا از طرف آفریقای جنوبی به سازمان ملل تأکید کرد. نخست‌وزیر وقت آفریقای جنوبی، بالتازار ورستر این قطعنامه را رد کرد، ورستر اعلام کرد دولتش آمادهٔ مذاکره برای استقلال نامیبیا است ولی نه با سواپو. چندی بعد سازمان ملل سواپو را به عنوان نمایندهٔ مشروع مردم نامیبیا به رسمیت شناخت. در سال ۱۹۸۵ و بعد از براندازی دولت و برچیده شدن نظام آپارتاید و چندنژادی شدن کشور در آفریقای جنوبی و نصب دولت جدید در این کشور، عاقبت در سال ۱۹۸۸، آفریقای جنوبی با طرح استقلال نامیبیا موافقت کرد.

## جغرافیا
جمهوری نامیبیا کشوری است واقع در جنوب آفریقا، شمال غرب آفریقای جنوبی، غرب بوتسوانا، جنوب آنگولا و در کنار ساحل اقیانوس اطلس جنوبی است. پایتخت نامیبیا، شهر ویندهوک (با ۲۳۳٬۵۲۹ نفر جمعیت می‌باشد. مساحت نامیبیا ۸۲۵٬۴۱۸ کیلومتر مربع و جمعیت آن ۱٬۸۲۰٬۱۹۰ نفر است.
از مهم‌ترین شهرهای نامیبیا می‌توان به والویس بی ۶۵٫۰۰۰ نفر، سواکوپموند ۳۵٬۰۰۰ نفر، رهوبوت ۲۱٬۳۷۸ نفر و روندو ۱۹٬۰۰۰ نفر اشاره کرد.
از نقطه نظر اقلیمی، این کشور دارای آب و هوایی خشک و گرمسیری می‌باشد، در شرق نامیبیا، بیابان کالاهاری واقع شده است و در غرب این کشور نیز بیابان نامیب که در امتداد ساحل اقیانوس اطلس کشیده شده است وجود دارد که بر اثر جریان‌های آب سرد اقیانوسی ایجاد شده است.

## تقسیمات کشوری
کشور نامیبیا ۱۴ استان دارد که به ۱۲۱ شهرستان تقسیم شده‌اند.
| نقشه                                                                                                   | #            | استان         | مرکز استان | جمعیت   | مساحت (ک. م) | تراکم جمعیت (نفر در ک. م) |
| --- | ------------ | ------------- | ---------- | ------- | ------------ | ------------------------- |
| ایل‌کاراس زامبزی اتجوزوندجوپا اموساتی اوشانا اشیکوتو اهانگ‌ونا هارداپ کوننه ارونگو اماهکه خوماس اکاوانگو |              |               |            |         |              |                           |
| ۱ | زامبزی       | کاتیما مولیلو | ۹۰٬۵۹۶     | ۱۴٬۷۸۵  | ۶٫۱          |                           |
| ۲ | ارونگو       | سواکوپموند    | ۱۵۰٬۸۰۹    | ۶۳٬۵۳۹  | ۲٫۴          |                           |
| ۳ | هارداپ       | مارین‌تال      | ۷۹٬۵۰۷     | ۱۰۹٬۷۸۱ | ۰٫۷          |                           |
| ۴ | ایل‌کاراس     | کیتمانس‌هوپ    | ۷۷٬۴۲۱     | ۱۶۱٬۵۱۴ | ۰٫۵          |                           |
| ۵ | کاوانگو      | روندو         | ۲۲۳٬۳۵۲    | ۴۸٬۷۴۲  | ۴٫۶          |                           |
| ۶ | خوماس        | ویندهوک       | ۳۴۲٬۱۴۱    | ۳۶٬۹۶۴  | ۹٫۲          |                           |
| ۷ | کوننه        | اپوو          | ۸۶٬۸۵۶     | ۱۱۵٬۲۶۰ | ۰٫۸          |                           |
| ۸ | اهانگ‌ونا     | اینهانا       | ۲۴۵٬۴۴۶    | ۱۰٬۷۰۶  | ۲۲           |                           |
| ۹ | اماهکه       | گوبابیس       | ۷۱٬۲۳۳     | ۸۴٬۹۸۱  | ۰٫۸          |                           |
| ۱۰ | اموساتی      | اوتاپی        | ۲۴۳٬۱۶۶    | ۲۶٬۵۵۱  | ۹٫۱          |                           |
| ۱۱ | اوشانا       | اشاکاتی       | ۱۷۶٬۶۷۴    | ۸٬۶۴۷   | ۲۰           |                           |
| ۱۲ | اشیکوتو      | اموتهیا       | ۱۸۱٬۹۷۳    | ۳۸٬۶۸۵  | ۴٫۷          |                           |
| ۱۳ | اتجوزوندجوپا | اتجیوارونگو   | ۱۴۳٬۹۰۳    | ۱۰۵٬۴۶۰ | ۱٫۴          |                           |

## سیاست

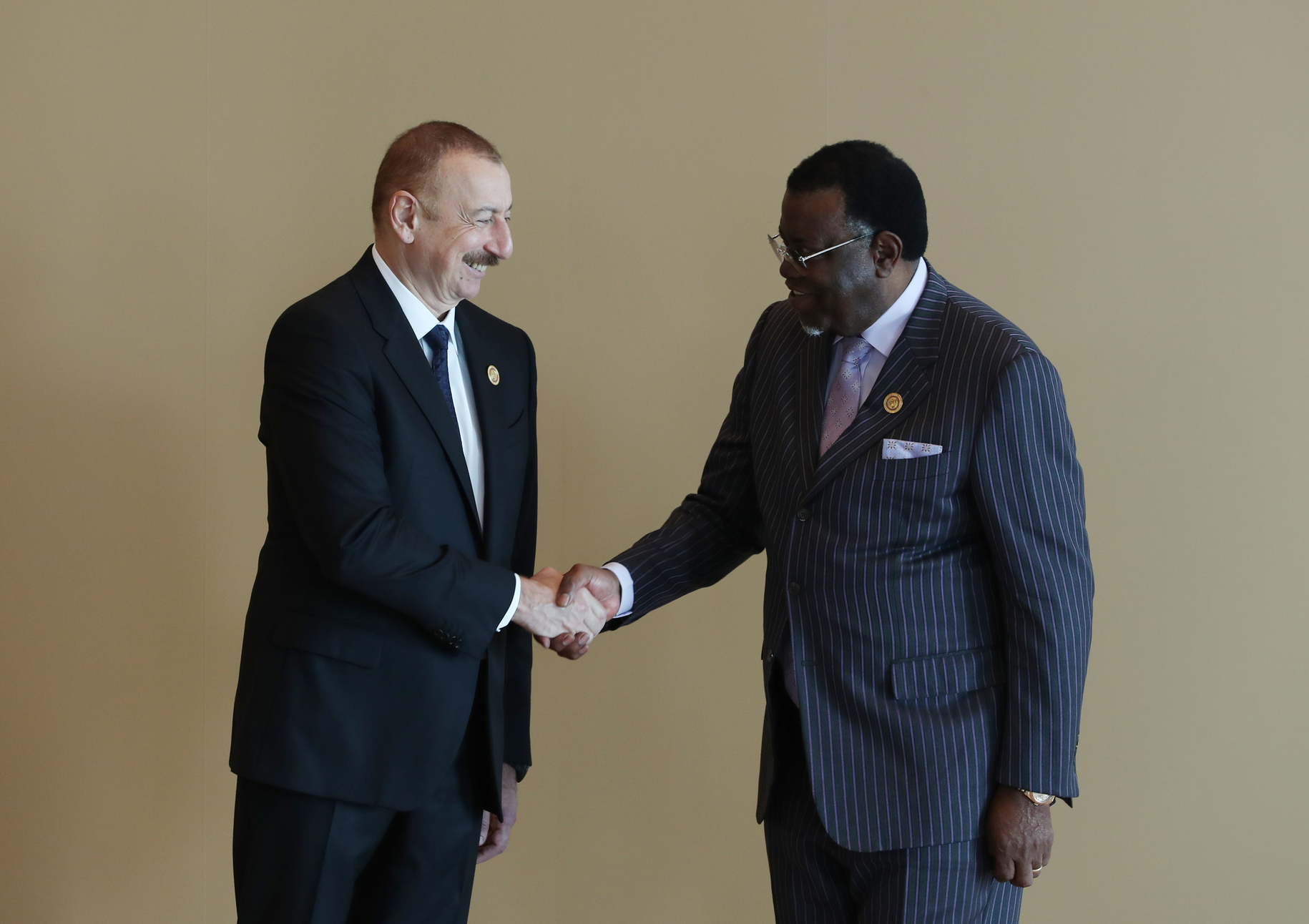
هاگه گینگوب رئیس‌جمهور نامیبیا و الهام علی‌اف

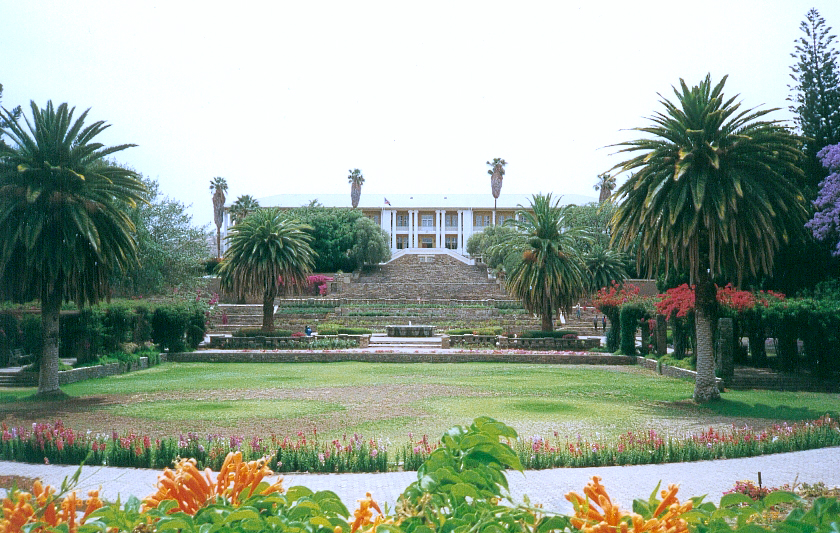
تینتن‌پالاست (کاخ مرکب) ساختمان مرکزی دولت نامیبیا است.

قانون اساسی کشور در فوریه سال ۱۹۹۰ تصویب گردید. نظام پارلمانی کشور به صورت دومجلسی اداره می‌شود و نظام حقوقی آن رومی هلندی است. رئیس دولت، رئیس‌جمهور بوده و رئیس حکومت نخست‌وزیر (ناهاس آنگولا) می‌باشد.
سازمان خلق آفریقای جنوب غربی (سواپو) که در سال ۱۹۶۰ میلادی به عنوان جنبشی آزادی‌بخش تشکیل شده است، از زمان استقلال کشور نامیبیا در ۲۱ مارس سال ۱۹۹۰میلادی، تاکنون حزب حاکم در این کشور شمرده می‌شود.
رهبر سواپو، سم نوجوما در ۲۱ مارس ۱۹۹۰ به عنوان رئیس‌جمهور نامیبیا انتخاب شد. نوجوما در سالهای ۱۹۹۴ و ۱۹۹۸ بار دیگر به عنوان رئیس‌جمهور نامیبیا برگزیده شد، پیش از آن قانون اساسی این کشور با این تغییر که رئیس‌جمهور می‌تواند تا سه دورهٔ پیاپی ریاست جمهوری به حکومت ادامه دهد، اصلاح شده بود. سرانجام در سال ۲۰۰۴ میلادی دورهٔ ریاست جمهوری نوجوما، منقضی شد. در نوامبر ۲۰۰۴، هیفیکه‌پونیه پوهامبا با به دست آوردن بیش از ۷۶٪ آرا، رئیس‌جمهور جدید نامیبیا شد. او در ۲۱ مارس ۲۰۰۵ در مسند قدرت نشست. در سال ۲۰۰۴ میلادی، دولت آلمان رسماً از نامیبیا به خاطر کشتار قبیلهٔ هررو توسط نیروهای آلمانی طی سالهای ۱۹۰۴ تا ۱۹۰۸، عذرخواهی کرد.
اولین نخست‌وزیر نامیبیا پس از استقلال این کشور، هاگه گینگوب بود که از سال ۱۹۹۰ تا ۲۰۰۲ میلادی در آن منصب قرار داشت. گینگوب از سال ۲۰۰۸ میلادی به عنوان وزیر تجارت، از سال ۲۰۱۲ تا ۲۰۱۵ میلادی به عنوان نخست‌وزیر و از سال ۲۰۱۵ تاکنون رئیس‌جمهور این کشور می‌باشد.
در تیرماه سال ۱۳۹۲ سفارت ایران در نامیبیا پس از تعطیلی ۱۶ ساله بازگشایی شد و کیومرث فتوحی مقدم سفیر ایران در آن کشور کار خود را آغاز کرد. علی‌اکبر صالحی، وزیر امور خارجه ایران، علت این تعطیلی شانزده‌ساله را «برخی مشکلات اقتصادی» اعلام کرد.
| دوران تصدی                   | تصویر | توضیح | حزب   | یادداشت  |
| ---------------------------- | ----- | --- | ----- | -------- |
| ۲۱ مارس ۱۹۹۰ تا ۲۱ مارس ۲۰۰۵ |       | سم نوجوما، رهبر سواپو پس از سال ۱۹۹۰ در سال‌های ۱۹۹۴ و ۱۹۹۸ بار دیگر به عنوان رئیس‌جمهور نامیبیا برگزیده شد، پیش از آن قانون اساسی این کشور با این تغییر که رئیس‌جمهور می‌تواند تا سه دورهٔ پیاپی ریاست جمهوری به حکومت ادامه دهد، اصلاح شده بود. سرانجام در سال ۲۰۰۴ میلادی دورهٔ ریاست جمهوری نوجوما، منقضی شد. | سواپو | بازنشسته |
| ۲۱ مارس ۲۰۰۵ تا ۲۰۱۵         |       | هیفیکه‌پونیه پوهامبا در نوامبر ۲۰۰۴ با به دست آوردن بیش از ۷۶ درصد آرا، رئیس‌جمهور جدید نامیبیا شد. پوهامیا، دبیرکل حزب سواپو از سال ۱۹۹۷ تا ۲۰۰۲ و نایب رئیس همین حزب از سال ۲۰۰۲ تا ۲۰۰۷ بود و از نوامبر ۲۰۰۷ تا کنون به عنوان رئیس این حزب فعالیت می‌کند.                                                   | سواپو |          |

## اقتصاد

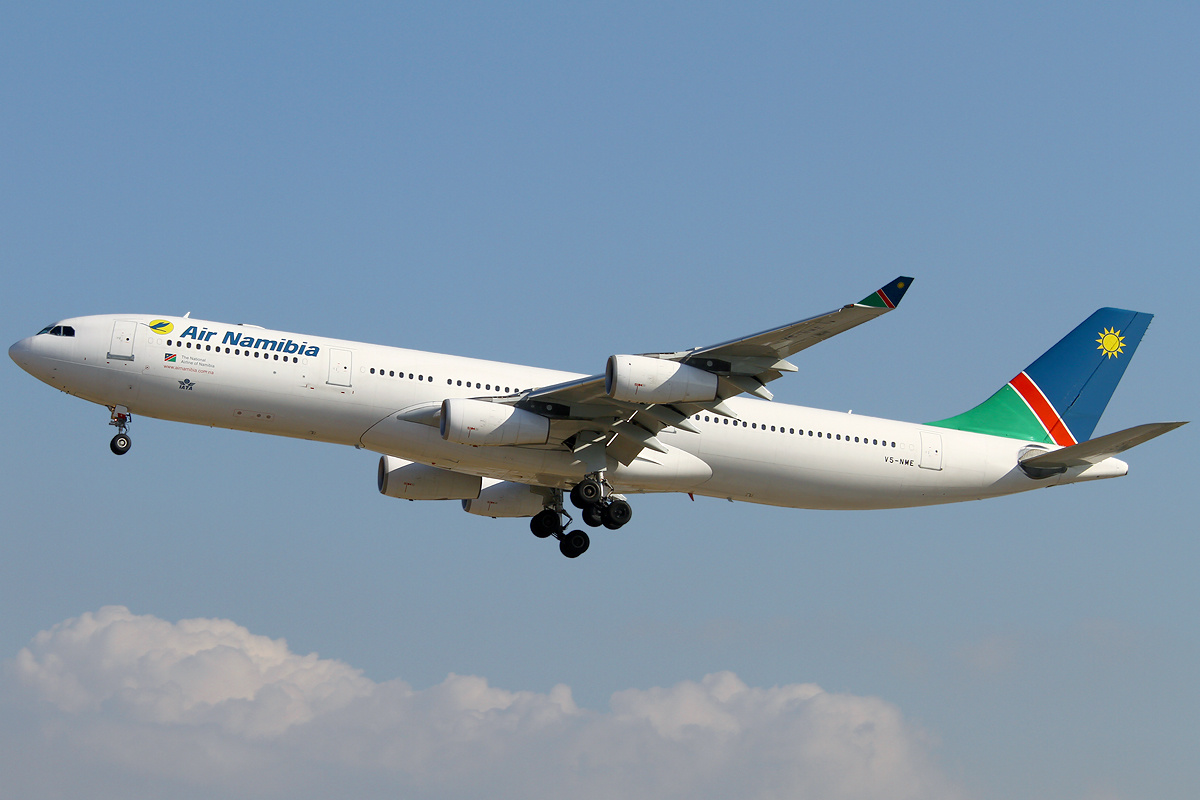
ایر نامیبیا شرکت هواپیمایی حامل پرچم نامیبیا

واحد پول نامیبیا، دلار با واحد جزء (سنت) نام دارد.
از مهم‌ترین صادرات نامیبیا می‌توان به، ماهی، لبنیات همچنین مواد معدنی از قبیل، الماس، سرب، روی، قلع، نقره، تنگستن، اورانیوم و مس اشاره کرد.
اقتصاد کشور به صادرات مواد معدنی به ویژه الماس وابسته است این کشور پنجمین تولیدکننده اورانیوم در دنیا می‌باشد. نرخ بیکاری ۳۵٪، جمعیت زیر خط فقر ۵۰٪ و نرخ تورم ۷/۲٪ می‌باشد. اقتصاد این کشور به اقتصاد آفریقای جنوبی گره خورده و پول آفریقای جنوبی دراین کشور به‌راحتی پذیرفته می‌شود.

## مردم
| دین در نامیبیا | دین در نامیبیا | دین در نامیبیا | دین در نامیبیا | دین در نامیبیا |
| -------------- | -------------- | -------------- | -------------- | -------------- |
| مذهب           | مذهب           |                | درصد           | درصد           |
| مسیحیت         | مسیحیت         |                | ۸۵٪            | ۸۵٪            |
| دین بومی       | دین بومی       |                | ۱۵٪            | ۱۵٪            |

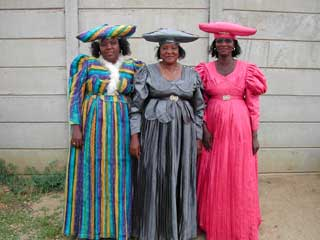
پوشش زنان گروه قومی هررو

نژاد ۸۷ ٪ مردم نامیبیا، سیاه‌پوست (شامل: ۵۰ ٪ قبیلهٔ اووامبو، ۹ ٪ قبیلهٔ کاوانگوس، همچنین ۷ ٪ هررو، ۷ ٪ دامارا، ۵ ٪ ناما، ۴ ٪ کاپریوین، ۳ ٪ بوشمن، ۲ ٪ باستر و کمتر از ۱ ٪ نیز تسوانا) بقیه نیز، ۶ ٪ سفید و ۷ ٪ نیز دورگه هستند.
رشد سالانه جمعیت این کشور ۳/۲ درصد است.
دین ۸۰ تا ۹۰ درصد مردم این کشور مسیحیت است و بقیه پیرو ادیان بومی هستند. از میان مسیحیان نامیبیا، دست‌کم ۵۰ درصد لوتری هستند. کلیسای کاتولیک، متدیسم، انگلیکان، و کلیسای اصلاحی هلندی نیز پیروانی در نامیبیا دارند.
زبان انگلیسی زبان رسمی نامیبیا است، زبان‌های آفریکانس، آلمانی و بانتو نیز رایج است. تا سال ۱۹۹۰ زبان‌های آلمانی و آفریکانس نیز رسمیت داشتند. حزب حاکم کشور یعنی سواپو، از سال‌ها پیش از استقلال نامیبیا تصمیم گرفته بود تا این کشور را پس از استقلال یک‌زبانه کند و این سیاست برای تمایز با سیاست رایج در کشور آفریقای جنوبی اتخاذ شده زیرا در آفریقای جنوبی تمامی یازده زبان اصلی کشور رسمیت دارند.
زبان اول نیمی از مردم نامیبیا زبان اوشیوامبو است اما زبان میانجی که در سراسر کشور رواج دارد زبان آفریکانس است. امروزه در میان نسل جوان، زبان انگلیسی به سرعت در حال تبدیل شدن به زبان اصلی است.

## پانویس

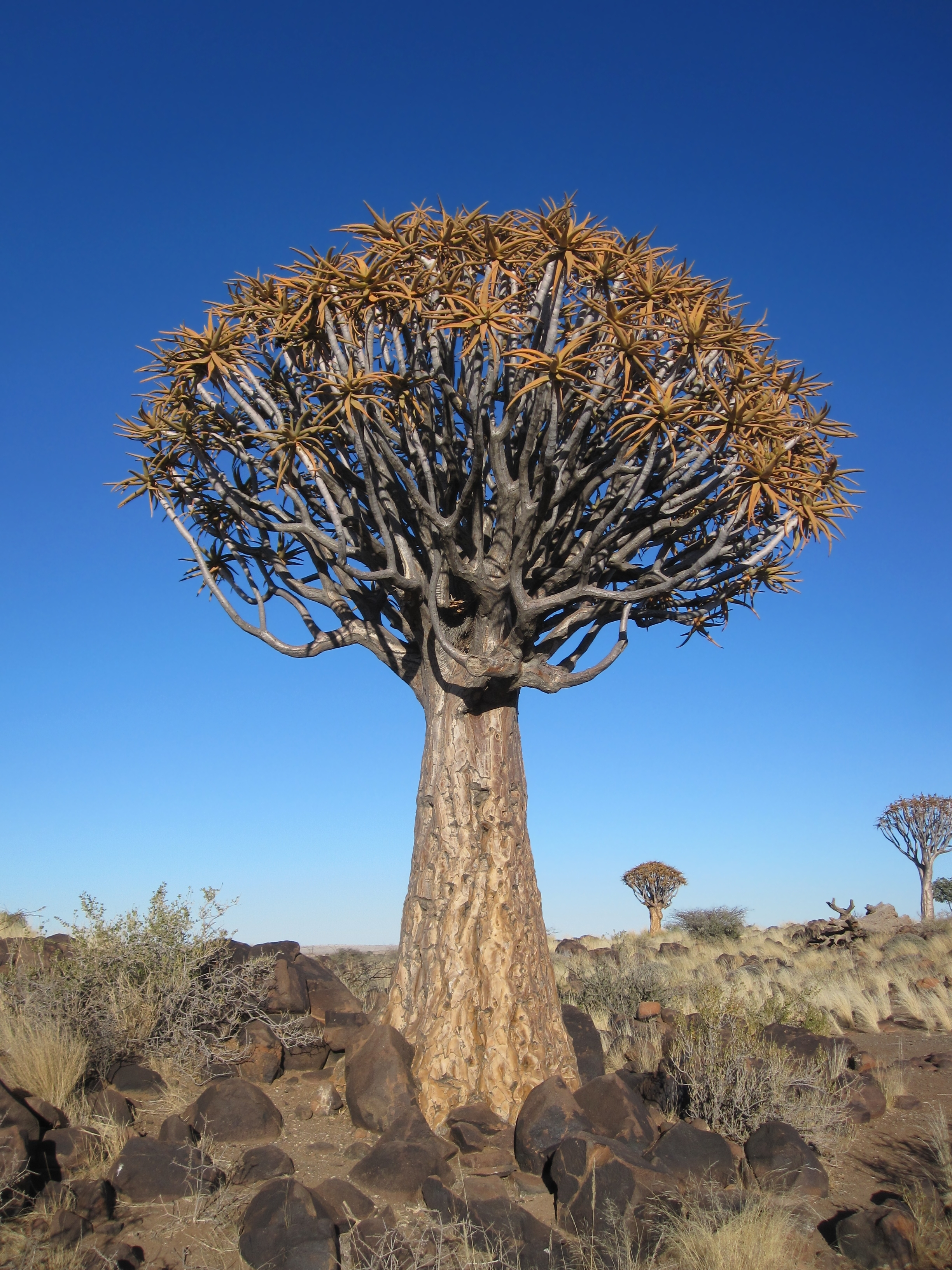
درخت تیردان، از درختان بومی نامیبیا.

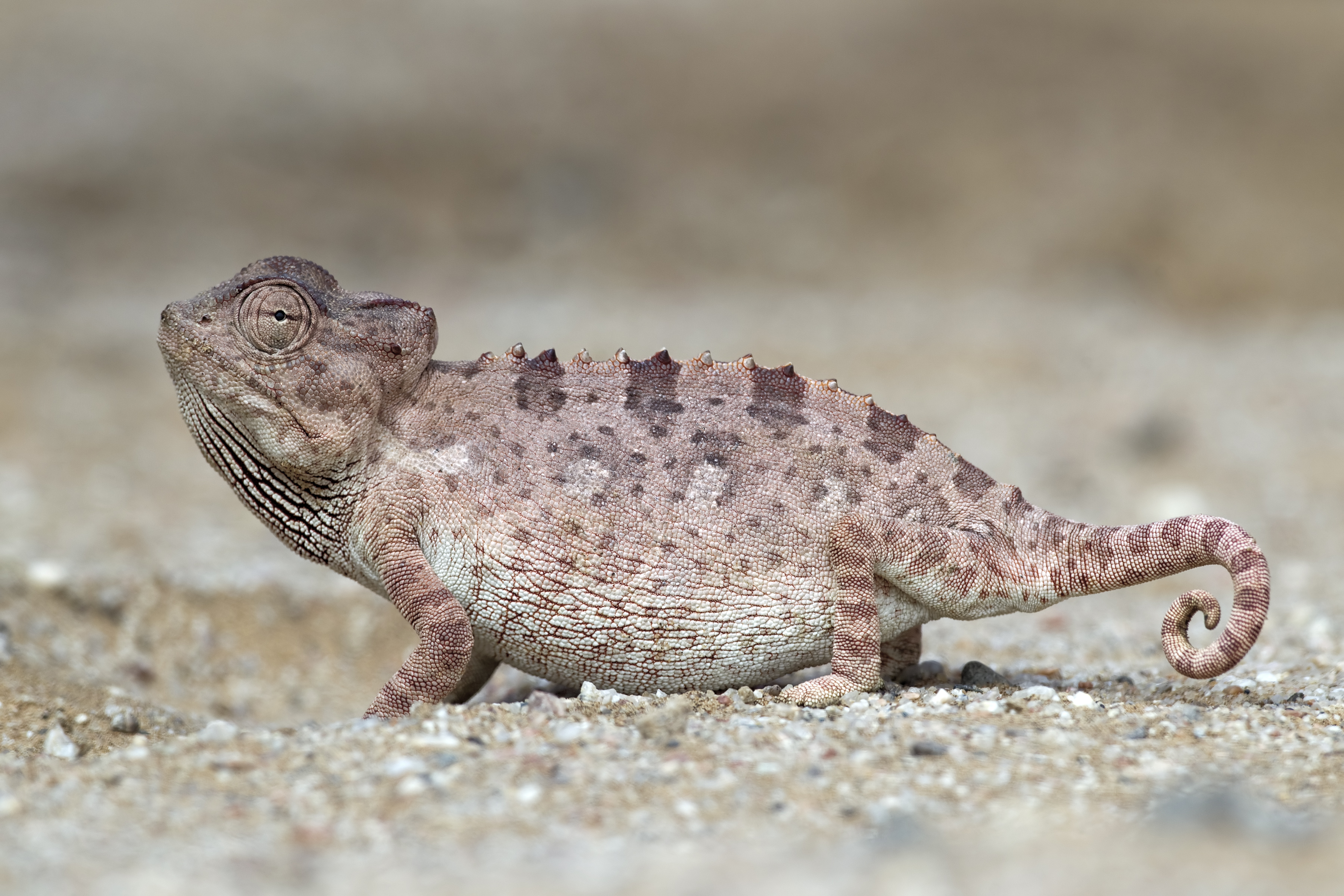
آفتاب‌پرست ناماکا مارمولک بومی کشور نامیبیا